# Natalie Portman
Natalie Portman, ursprungligen Hershlag (hebreiska: נטלי הרשלג), född 9 juni 1981 i Jerusalem, är en amerikansk-israelisk skådespelare, dansare och producent. Hennes första roll var som den föräldralösa flickan Mathilda i Léon år 1994, men hennes stora genombrott kom när hon fick rollen som Padmé Amidala i Star Wars: Episod I – Det mörka hotet (1999).

## Karriär
Portman fick sitt genombrott i och med filmen Léon år 1994. Under 1990-talet hade Portman huvudrollen i ett flertal filmer, innan hon fick rollen som Padmé Amidala i den nya Star Wars-trilogin. På teaterscenen har hon bland annat spelat titelrollen i en scenversion av Anne Franks dagbok.
År 2005 blev hon belönad med en Golden Globe för sin prestation i dramat Closer. Hon spelade rollen som Evey Hammond i filmen V för Vendetta och rakade av håret för filmen. Inför filmen lärde hon sig även att tala med brittisk accent. Hon har även haft ledande roller i historiska draman som Den andra systern Boleyn och Goya's Ghosts med svenske Stellan Skarsgård. I maj 2008 var hon den yngsta medlemmen i Cannes filmfestival-jury.

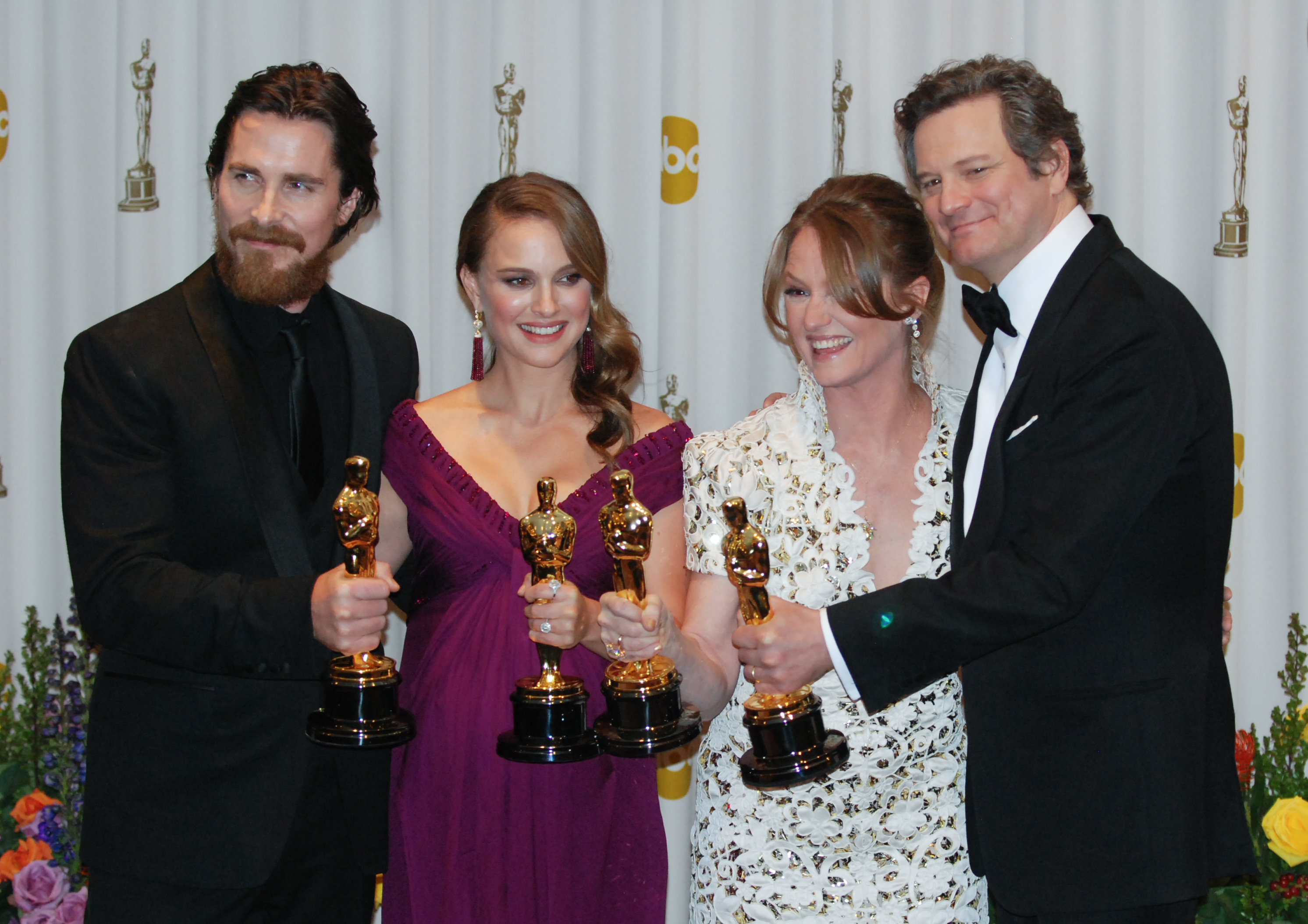
Från vänster: Christian Bale, Natalie Portman, Melissa Leo och Colin Firth med sina statyetter vid Oscarsgalan 2011.

2011 belönades hon med en Golden Globe för rollen som Nina Sayers i filmen Black Swan. För samma roll belönades hon även med en Oscar för bästa kvinnliga huvudroll.

## Utbildning
Portman har en examen i psykologi från Harvard University.

## Privatliv
Natalie Portman föddes i Jerusalem. Hennes far, Avner Hershlag, är israelisk läkare i gynekologisk obstetrik och hennes mor Sheey är hemmafru men har även fungerat som sin dotters agent. Familjen flyttade till USA 1984, då Portman var tre år. De bodde först i Washington, D.C., men flyttade sedan till Connecticut, för att sedan permanent bosätta sig på Long Island i New York.
Portmans farfar föddes i Polen men flyttade till Palestina 1938; båda hans föräldrar dog i Auschwitz.
Som en engagerad djurrättsförespråkare och strikt vegetarian/vegan sedan åtta års ålder har hon bland annat designat ett eget märke av veganska skor (i samverkan med tillverkaren Té casan) och arbetade 2012 med den egna produktionen av en dokumentärfilm baserad på boken Äta djur av Jonathan Safran Foer. 2002 utsågs hon till "Årets sexigaste vegetariankändis" av den internationella organisationen PETA.
Natalie Portman gifte sig 2012 med den franske dansaren och koreografen Benjamin Millepied, som gjorde hennes koreografi i filmen Black Swan. De skilde sig 2024. Tillsammans har de två barn.

## Filmografi
- 1994 – Developing (kortfilm, 23 min)
- 1994 – Léon
- 1995 – Heat
- 1996 – Beautiful Girls
- 1996 – Mars Attacks!
- 1997 – Alla säger I Love You
- 1999 – Star Wars: Episod I – Det mörka hotet
- 1999 – Där lyckan finns
- 2000 – Där mitt hjärta finns
- 2001 – Zoolander (cameoll)
- 2002 – Star Wars: Episod II – Klonerna anfaller
- 2003 – Åter till Cold Mountain
- 2004 – True (kortfilm, 10 min)
- 2004 – Garden State
- 2004 – Closer
- 2005 – Domino One
- 2005 – Star Wars: Episod III – Mörkrets hämnd
- 2005 – Free Zone
- 2005 – V för Vendetta
- 2006 – Goya's Ghosts
- 2006 – Paris, je t'aime (segment "Faubourg Saint-Denis")
- 2007 – My Blueberry Nights
- 2007 – The Darjeeling Limited (cameoroll)
- 2007 – Hotel Chevalier (kortfilm, 13 min: utspelar sig innan Darjeeling Limited)
- 2007 – Den magiska leksaksaffären
- 2007 – My Blueberry Nights
- 2008 – Den andra systern Boleyn
- 2008 – New York, I Love You (segment "Mira Nair")
- 2009 – The Other Woman
- 2009 – Brothers
- 2010 – Hesher
- 2010 – Black Swan
- 2010 – I'm Still Here (cameoroll)
- 2011 – No Strings Attached
- 2011 – Thor
- 2011 – Your Highness
- 2013 – Thor: The Dark World
- 2015 – Knight of Cups
- 2015 – A Tale of Love and Darkness
- 2015 – Jane Got a Gun
- 2016 – The Heyday of the Insensitive Bastards
- 2016 – Jackie
- 2016 – Planetarium
- 2017 – Song to Song
- 2017 – Angie Tribeca (TV-serie) (gästroll, 1 avsnitt)
- 2018 – Area X: Annihilation
- 2018 – The Death and Life of John F. Donovan
- 2018 – Vox Lux
- 2019 – Avengers: Endgame (cameoroll)
- 2019 – Lucy in the Sky
- 2021 – What If...? (röst)
- 2022 – Thor: Love and Thunder
- 2025 – The Twits